# Les Trois Stooges
Ne doit pas être confondu avec The Stooges.

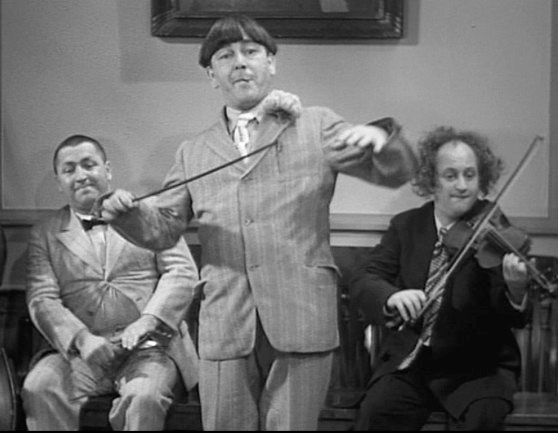
Curly Howard, Moe Howard et Larry Fine dans Disorder in the Court (1936).

Les Trois Stooges (The Three Stooges) est une troupe comique américaine qui a tourné de nombreux courts métrages au milieu du XXe siècle, et des longs métrages à partir des années 1960. Dans la lignée du vaudeville américain et de la comédie, leur humour s'appuie essentiellement sur la farce et la bouffonnerie (en anglais, on parle de slapstick).

## Membres

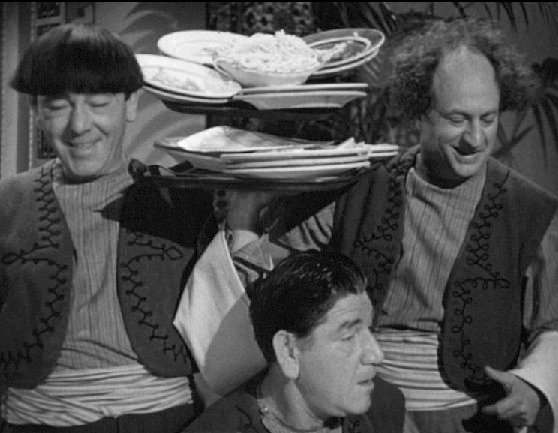
Moe Howard, Shemp Howard et Larry Fine dans Malice in the Palace (1949).

- 1922–1931, 1932–1934 : Ted Healy (1896 - 1937)
- 1922-1927, 1928–1975 : Moe Howard (1897 - 1975)
- 1925–1927, 1928–1971 : Larry Fine (1902 - 1975)
- 1932–1946 : Curly Howard (1903 - 1952)
- 1922–1927, 1928–1932, 1946–1955 : Shemp Howard (1895 - 1955)
- 1956–1958 : Joe Besser (1907 - 1988)
- 1958–1975 : Curly Joe DeRita (1909 - 1993)
- 1971-1975 : Emil Sitka (1914 - 1998) - officiellement nommé comme Stooge mais n'a jamais joué en tant que tel

## Adaptation cinématographique
En 2012, les frères Farelly redonnent vie aux Stooges dans le film Les Trois Corniauds (The Three Stooges), avec Chris Diamantopoulos, Sean Hayes et Will Sasso, respectivement dans les rôles de Moe, Larry et Curly.

## Dans la culture populaire
Curly, Larry and Mo (sans e) sont cités dans la chanson de Meat Loaf Everything louder than anything else sur l'album Bat Out of Hell II: Back Into Hell
Dans les comics X-Men, Wolverine a baptisé ses griffes Moe, Larry et Curly.
Dans le film L'Arme fatale 3, on peut voir les trois Stooges sur l'ordinateur du sergent Lorna Cole.
Dans la série Ash vs. Evil Dead (saison 1, épisode 9), on apprend que Ash a baptisé sa tronçonneuse et son fusil respectivement Moe et Larry. Bruce Campbell, l'interprète de Ash utilise le nom de Shemp comme pseudo sur Instagram. 
Dans Les Grandes Rencontres de Scooby-Doo (saison 1, épisode 10), ils apparaissent le temps d'un épisode comme guest star. 
Dans la série That '70s Show (saison 6, épisode 10), Eric, Hyde et Kelso reforment les trois Stooges le temps d'un sketch.
Dans le film Music Box, le principal personnage masculin est un grand amateur des Three Stooges. 
Dans la série Gilmore Girls (saison 3, épisode 9), Jess suggère à Rory de porter des masques des trois Stooges. Elle veut être Curly et lui Moe.
Dans la série Breaking Bad (saison 1, épisode 2), Les trois Stooges passent à la télé chez Jesse Pinkman pendant que celui-ci fume dans son salon.
Dans La Princesse et la Grenouille, les trois chasseurs de grenouilles leur ressemblent
Dans Les Simpson, les personnages de Moe Szyslak, Lenny Leonard et Carl Carlson sont nommés d'après Mao Zedong, Vladimir Lenin et Karl Max
L'inspiration pour le film Do Re Mi, réalisé par le célèbre réalisateur malaisien P. Ramlee, provient de ces trois personnes.